# Paragniopsis ochraceomaculata
Paragniopsis ochraceomaculata är en skalbaggsart som beskrevs av Stefan von Breuning 1965. Paragniopsis ochraceomaculata ingår i släktet Paragniopsis och familjen långhorningar.
Artens utbredningsområde är Laos. Inga underarter finns listade i Catalogue of Life.